# ベトナム国家大学ハノイ校医科薬科大学
ベトナム国家大学ハノイ校医科薬科大学（ベトナムこっかだいがく ハノイこういかやっかだいがく、英語: VNU University of Medicine and Pharmacy;VNU-UMP）は、ベトナムハノイ市カウゼイ区ファム・ヴァン・ドン 2B号に本部を置く越南の国立大学。[[2010年5月]]創立、[[2020年10月]]大学設置。
ベトナム国家大学ハノイ校医科薬科大学（VNU-UMP）は、ベトナム国家大学ハノイ校の構成員校の一つである。医学と薬学の専門教育・研究を行う、ベトナムで最も権威のある大学の一つである。
学校はベトナムのハノイ市に本部を置いている。現在、約180人の教職員とスタッフがおり、約1,670人の全日制学生が在籍している。そのうち約19人が研究生である。

## 沿革
- 2010年5月20日、元ベトナム国家大学ハノイ校学長のグエン・トゥイ・ニュエンは、ベトナム国家大学ハノイ校医科薬科部の設立に関する決議に署名した。
- 2020年10月27日、ベトナム政府は、ベトナム国家大学ハノイ校医科薬科部を承継する形で、ベトナム国家大学ハノイ校医科薬科大学を設立した。この大学は、ベトナム国家大学ハノイ校が国際化の流れに沿って多様な学部・学科を擁する総合大学センターへと発展していくための需要に応える目的で設立された。
- 2022年12月23日、ベトナム国家大学ハノイ校医科薬科大学は、歯学部設立の式典を開催。
- 2023年5月24日、ベトナム国家大学ハノイ校医科薬科大学は、薬学部設立の決定を発表する式典を開催。
- 2023年11月15日、ベトナム国家大学ハノイ校医科薬科大学のグエン・トゥイ・タン学長は、医科部を設立する決議に署名し、暫定的な人事体制を強化した。医学部は、ベトナム国家大学ハノイ校医科薬科大学に直属する教育機関であり、39の部門を擁している。

## 組織

### 学部
- 医学部
  - 医学科（6年制）
  - 护理学科（4年制）
  - 臨床検査技術（4年制）
  - 医用画像技術（4年制）

- 歯学部
  - 歯学科（5年制、英語で学ぶ）

- 薬学部
  - 薬学科（5年制）

### 病院
- 医科大学病院
- ベトナム国家大学ハノイ校病院

### 附属機関等
- 教育品質保証・試験センター
- ソーシャルニーズ研修センター
- 科学技術・医療技術研究開発サービスセンター
- 薬用植物園
- 製剤学および薬学工学研究所
- 天然化合物の化学と生物活性研究所
- 薬物動態学および製剤生物薬理学研究所
- 診断医学および近臨床研究所